# Звезда-2
«Звезда́-2» («Зирка-2», укр. «Зі́рка-2») — украинский футбольный клуб из города Кропивницкий. Фарм-клуб команды «Звезда». Выступал во второй лиге чемпионата Украины в период с 1997 по 2000 год. Высшее достижение — 9-е место в сезоне 1999/00.

## Прежние названия
- 1997: «Звезда-НИБАС-2»
- 1998—2000: «Звезда-2»

## История
Команда была основана в 1997 году и была заявлена для участия во второй лиге Украины. Дебютную игру на профессиональном уровне «Звезда-2» провела 5 августа 1997 года, в Кировограде уступив южноукраинской «Олимпии ФК АЭС» со счётом 0:1. Домашние игры клуб проводил на кировоградских стадионах «Звезда» и АРЗ. В течение дебютного сезона команда была одним из аутсайдеров группы, закончив чемпионат на 16-м, предпоследнем месте в турнирной таблице, в связи с чем должна была играть стыковые матчи за сохранение профессионального статуса против одной из любительских команд, однако противник «Звезды-2», поповский «Пищевик», отказался от участия в матчах. Последующие сезоны команда также провела в нижней половине турнирной таблицы. В 2000 году, после вылета основной команды «Звезды» из высшей лиги, «Звезда-2» была снята с чемпионата. В дальнейшем резервная команда кировоградцев выступала в чемпионатах Кировограда/Кропивницкого и Кировоградской области.

## Выступления в чемпионатах Украины
| Сезон   | Дивизион            | Место в чемпионате | И  | В  | Н  | П  | ГЗ | ГП  | О  | Кубок Украины                 |
| ------- | ------------------- | ------------------ | -- | -- | -- | -- | -- | --- | -- | ----------------------------- |
| 1997/98 | Вторая лига Украины | 16 из 17           | 32 | 7  | 8  | 17 | 32 | 47  | 29 | 1/64 финала                   |
| 1998/99 | Вторая лига Украины | 11 из 16           | 26 | 8  | 4  | 14 | 14 | 38  | 28 | Не участвовал                 |
| 1999/00 | Вторая лига Украины | 9 из 14            | 26 | 8  | 8  | 10 | 23 | 36  | 32 | Кубок Второй лиги 1/32 финала |
| Всего   | Всего               | Всего              | 84 | 23 | 20 | 41 | 58 | 121 | 89 | 2 участия                     |

## Главные тренеры
- Виталий Винокуров (1997—1998)
- Алексей Кацман (1998—2000)
- Юрий Коваль (2000)